# ثلاثة سنتات من الفضة
سكت العملة الفضية من فئة الثلاثة سنتات، والمعروفة أيضًا باسم قطعة الثلاثة سنتات الفضية أو التريم، بواسطة دار سك العملة في الولايات المتحدة للتداول من عام 1851 إلى عام 1872، وكعملة معدنية في عام 1873. صممت هذه العملة من قبل النقاش الرئيسي في دار سك العملة، جيمس ب. لونجاكر، وتم تداولها بشكل جيد بينما كانت العملات الفضية الأخرى تُخزن وتُصهر، ولكن بمجرد معالجة هذه المشكلة، أصبحت أقل استخدامًا. ألغي من قبل الكونجرس بموجب قانون العملة لعام 1873.
بعد استيراد كميات كبيرة من سبائك الذهب خلال حمى الذهب في كاليفورنيا، أصبح من الممكن تداول الفضة مقابل كميات متزايدة من الذهب، لذلك تم تصدير العملات الفضية الأمريكية وصهرها للحصول على معادنها. وقد دفع هذا، إلى جانب خفض رسوم البريد إلى ثلاثة سنتات، الكونجرس في عام 1851 إلى الموافقة على عملة من تلك الفئة مصنوعة من الفضة النقية عيار 0.750، بدلاً من العملة التقليدية عيار 0.900. كانت العملة الفضية ذات الثلاثة سنتات هي أول عملة أمريكية تحتوي على معدن بقيمة أقل بكثير من قيمته الاسمية، وهي أيضًا أول عملة فضية لا يمكن تداولها قانونيًا مقابل مبلغ غير محدود. وقد شهدت هذه العملة المعدنية استخدامًا مكثفًا حتى قرر الكونجرس مرة أخرى في عام 1853 جعل العملات الفضية الأخرى أخف وزنًا، مما أبقاها قيد التداول. كما قام الكونجرس أيضًا بتخفيف الفضة ذات الثلاثة سنتات، وزيادة نقاوتها إلى 900 فضة.
مع عودة الفئات الأخرى إلى التداول، انخفض استخدام العملة الفضية فئة الثلاثة سنتات، وفقدت مكانتها في التجارة مع الفوضى الاقتصادية التي سببتها الحرب الأهلية الأمريكية، والتي أدت إلى تخزين جميع العملات الذهبية والفضية. سكت قطعة نقدية بقيمة ثلاثة سنتات من النحاس والنيكل بداية من عام 1865، كما شهدت قطعة النقود الفضية بقيمة ثلاثة سنتات عددًا قليلًا من عمليات السك خلال العقد الأخير من عمرها قبل إلغائها. لم تجمع هذه السلسلة على نطاق واسع.

## خلفية
على الرغم من أن دار سك العملة في الولايات المتحدة كانت تسك العملات الفضية منذ تسعينيات القرن الثامن عشر، إلا أنها لم تكن متداولة دائمًا بسبب التقلبات في سعر المعدن. على سبيل المثال، في عام 1834، باع نصف الدولار في السوق بعلاوة قدرها واحد في المائة. كانت الولايات المتحدة آنذاك تعتمد على معيار ثنائي المعدن، ورغم أن الكونجرس كان قد قام برفع قيمة الفضة قليلاً مقارنة بالذهب، إلا أن كمية كافية من الفضة المكسيكية تدفقت إلى البلاد لإنتاج توازن تقريبي.
بحلول أوائل عام 1849، كانت معظم العملات الفضية المتداولة عبارة عن عملات صغيرة من الريال الاستعماري الإسباني ، بما في ذلك «ليفي» (ريال واحد) و«فيب» (نصف ريال). غالبًا ما كانت الضريبة والرسوم الجمركية على العملات المعدنية تساوي اثني عشر وستة سنتات على التوالي في شرق الولايات المتحدة. وكانت الدار تقبلها كدفعة بمبلغ أقل قليلاً، ولكن على الرغم من ذلك، فقد خسرت المال في المعاملات حيث كانت العديد من القطع خفيفة الوزن بسبب التآكل. كانت الفئات الفردية من الضريبة والفِب (الفِب) وسيلة ملائمة، حيث تسمح بالدفع أو التغيير دون استخدام السنتات، والتي كانت كبيرة في ذلك الوقت، ومصنوعة من النحاس، ولم تقبلها الحكومة كعملة قانونية بسبب افتقارها إلى المعدن الثمين. في غرب الولايات المتحدة، قبلت الضريبة والـ FIP كمعادلين لعملة العشرة سنتات الفضية ونصف العشرة سنتات.

## البداية
وصلت السبائك الذهبية من حمى الذهب في كاليفورنيا وغيرها من الاكتشافات إلى شرق الولايات المتحدة بكميات كبيرة بدءًا من عام 1848. بحلول العام التالي، انخفض سعر الذهب نسبة إلى الفضة، مما جعل من المربح تصدير العملات الفضية الأمريكية، وبيعها على شكل سبائك، واستخدام الدفع بالذهب لشراء المزيد من العملات الأمريكية. ونتيجة لذلك اختفت العملات الفضية من التداول، مما يعني أن أعلى عملة أمريكية قيمة كانت متداولة بالفعل والتي كانت قيمتها أقل من ربع النسر (2.50 دولار للقطعة) كانت سنتًا نحاسيًا بحجم نصف دولار، والذي لم يستخدم في معظم أنحاء البلاد بسبب افتقاره إلى صفة العطاء القانوني. وفي أوائل عام 1849، أقر الكونجرس إصدار دولار ذهبي للمساعدة في سد الفجوة. كانت العملات الفضية الإسبانية تشكل الجزء الأكبر من ما تبقى في التجارة مقابل العملات الصغيرة، على الرغم من وجود خلاف حول القيمة التي يجب تحديدها لها. بالإضافة إلى ذلك، كانت العملات المعدنية تُهترئ كثيرًا في كثير من الأحيان، مما يقلل من قيمتها الجوهرية.
قدم السيناتور النيويوركي دانيال إس ديكينسون في عام 1850، تشريعًا لعملة معدنية بقيمة ثلاثة سنتات من الفضة النقية بنسبة 0.750، أي ثلاثة أجزاء من الفضة إلى جزء واحد من النحاس (كانت العملات الفضية الأمريكية آنذاك بنسبة 0.900). واقترح تقديمها مقابل الفضة الإسبانية، والتي تقيم بمبلغ ثمانية ريالات مقابل الدولار لهذا الغرض، وهو أعلى من السعر السائد. إن العملة الجديدة سوف تزن ثلاثة أعشار وزن العملة المعدنية من فئة العشرة سنتات، ولكن تخفيض قيمة الفضة من شأنه أن يعوض الحكومة عن الخسائر التي سوف تتكبدها في استبدال العملات الإسبانية البالية التي فقدت وزنها. اختارت فئة الثلاثة سنتات لأنها تنسجم بشكل جيد مع قيم الستة سنتات والاثني عشر سنتًا المخصصة غالبًا للفيبا والرسوم. وبدلا من ذلك، نظر مجلس النواب في تشريع لخفض قيمة العملات المعدنية الإسبانية إلى عشرة سنتات للريال الواحد، وضرب قطعة بقيمة عشرين سنتا من الفضة، عيار 900، لتسهيل التبادل. ويشير نيل كاروثرز، في كتابه عن العملات الأمريكية ذات الفئات الصغيرة، إلى أن خطة مجلس النواب كانت ستؤدي إلى بقاء العملات الإسبانية في التداول، وتخزين أو إذابة أي قطعة بقيمة عشرين سنتًا تصدر. لم يقر أي تشريع في عام 1850، مما أدى إلى استمرار تصدير العملات الفضية الأمريكية.
وقد جاء الدافع لإقرار العملة المعدنية بقيمة ثلاثة سنتات عندما نظر الكونجرس في يناير/كانون الثاني 1851 في خفض رسوم البريد من خمسة سنتات إلى ثلاثة سنتات. في عام 1849، كتب رئيس لجنة الوسائل والطرق في مجلس النواب، صامويل فينتون، إلى مدير دار سك العملة روبرت م. باترسون أن لجنته تدرس خفض سعر البريد وإصدار عملة معدنية بقيمة ثلاثة سنتات. على الرغم من عدم اتخاذ أي إجراء تشريعي في ذلك الوقت، فقد أمر باترسون الدار بإعداد عملات معدنية تجريبية. وتضمنت اللجنة في مجلس النواب التي اقترحت مشروع القانون لعام 1851 قطعة ديكنسون ذات الثلاثة سنتات، ونصت على أن تكون قانونية بما يصل إلى 30 سنتًا. عندما ناقشوا مشروع القانون في مجلس النواب في 13 يناير 1851، أشار عضو الكونجرس عن نيويورك ويليام دوير إلى أنه شعر أنه يجب تسعير كل من العملة المعدنية والطوابع بقيمة 21⁄2 سنت، وقدم زميله من نيويورك، أورساموس ماتيسون، تعديلاً في هذا الصدد. لقد فشل التعديل، كما فشلت كل المحاولات الأخرى لتغيير التشريع، بما في ذلك التماس ديكينسون، في مجلس الشيوخ، لاستعادة الشرط الذي يقضي باستخدام العملة الجديدة لسحب بعض الفضة الإسبانية. وقد مرر مشروع القانون في كلا المجلسين، وأصبح قانون 3 مارس 1851 عندما وقع عليه الرئيس ميلارد فيلمور.
أشار كاروثرز إلى طبيعة التشريع التي تمثل سابقة، وهو أول من سمح بعملة فضية أمريكية تحتوي على كمية من المعدن تقل قيمتها بكثير عن قيمتها الاسمية:
This almost forgotten statute is one of the most significant measures in American currency history. After resisting for sixty years every attempt to introduce any form of fiduciary silver coinage, Congress adopted a subsidiary silver coin as an adjunct to the postal service, without realizing that the first step had been taken in the relegation of silver to the status of a subordinate monetary material. The new piece was the first silver coin in the history of the United States that was not legal tender for an unlimited amount.  Subsidiary coinage had been established, but in a trivial way, by an unworkable law, and at a time when the entire silver currency was flowing out of the country.

## التحضير

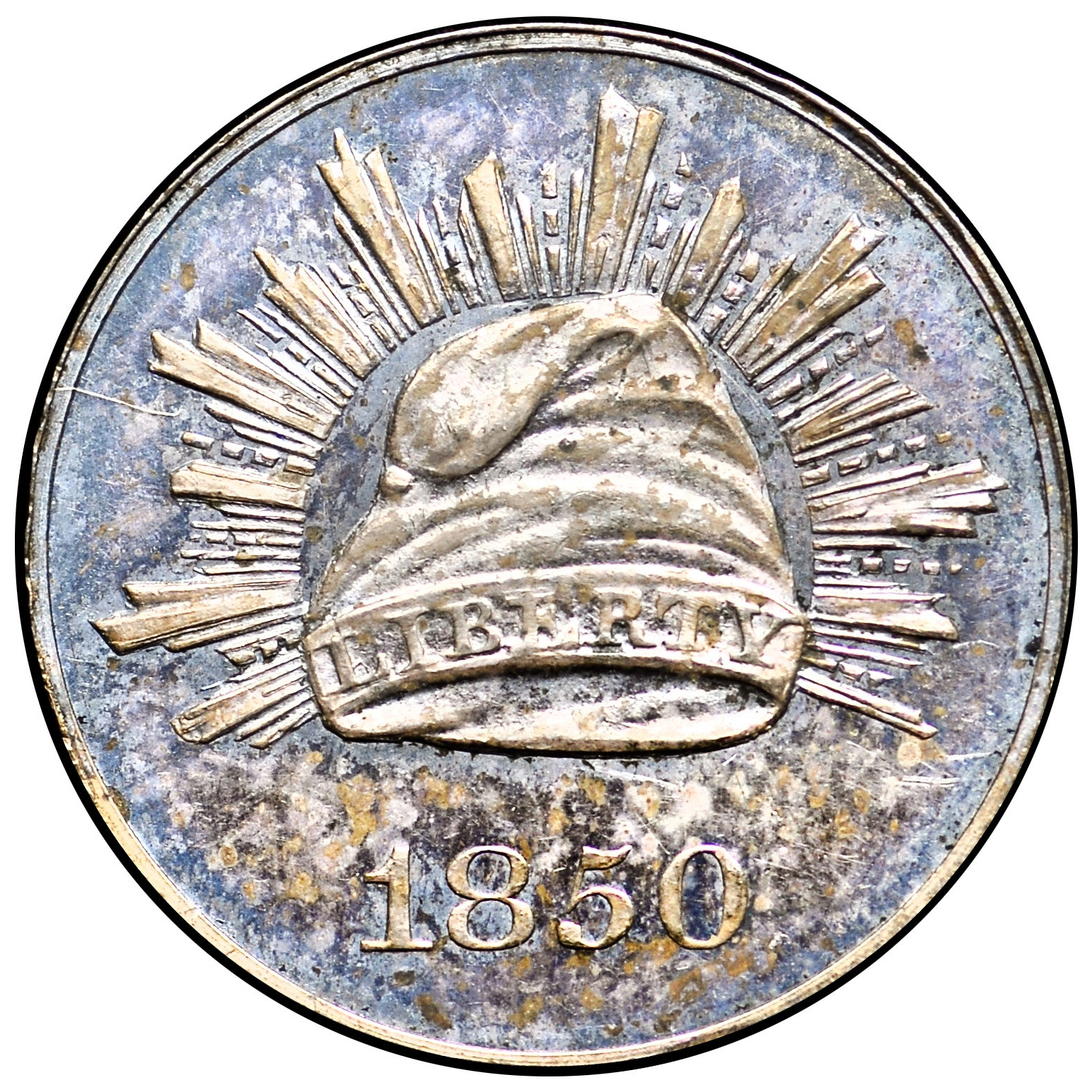
عملة معدنية من النمط الذي صممه بيل للقطعة ذات الثلاثة سنتات من الفضة

بالإضافة إلى سك العملات المعدنية ذات النمط في عام 1849، واصل المسؤولون في دار سك العملة في فيلادلفيا إجراء التجارب على العملات الفضية بقيمة ثلاثة سنتات. وقد وقع الأمر في خضم صراع مستمر بين كبير صُنّاع العملة فرانكلين بيل، والنقّاش الرئيسي جيمس ب. لونجاكر، اللذين أعد كل منهما التصاميم. أنتج بيل عملة معدنية تصور قبعة الحرية، بناءً على تصميم أعده سلف لونجاكر الراحل، كريستيان جوبريشت، في عام 1836.
في الثاني من مارس/آذار عام 1851، أي قبل يوم واحد من إقرار التشريع، أرسل لونجاكر، بإذن متردد من باترسون (حليف بيل)، إلى وزير الخزانة توماس كوروين عينات من قطعة الثلاثة سنتات التي اقترحها، إلى جانب خطاب يشرح الرمزية. فضّل باترسون تصميم بيل، لكنه أوصى بالموافقة على تصميم لونجاكر على أساس أنه كان بنقش أقل ارتفاعًا. في رسالة كتبها إلى كوروين في السابع من مارس، أشار باترسون إلى أنه إذا سكت الثلاثة سنتات من الفضة عيار 900،فيخزنوها، ولكن بما أن الفضة في القطع من فئة 750 كانت تساوي سنتين ونصف فقط، فإن دار السك سوف تستفيد من خلال فرض رسوم على سك القطع الجديدة. واقترح باترسون أيضًا أنه يمكن استخدام دار سك النقود في نيو أورليانز لسك العملة الجديدة.
قام بيل بإعداد قوالبه الخاصة وأنتج بعض العينات من القطع النقدية بقيمة ثلاثة سنتات، على الرغم من أحكام قانون دار السك لعام 1837 التي عهدت إلى لونجاكر، بحكم منصبه، بمسؤولية تحضير القوالب. وقد أرسل باترسون كلا النوعين من العملات المعدنية ذات النمط إلى كوروين في 25 مارس 1851، مع توصية مدير الدار باختيار تصميم النقاش الرئيسي. وفي اليوم التالي، وافق القائم بأعمال وزير الخزانة ويليام إل هودج على تصميم لونجاكر. مع العلم أن هناك طلبًا كبيرًا على العملات المعدنية الجديدة، اعتقد باترسون أنه من الأفضل تكوين مخزون من 500000 قبل البدء في التوزيع.

## تصميم
اعتبر مؤرخ الفن كورنيليوس فيرمول، في كتابه عن العملات والميداليات الأمريكية، أن القطعة الفضية بقيمة ثلاثة سنتات هي واحدة من أبشع العملات الأمريكية، على الرغم من أنها «تتمتع بميزة الصنعة الدقيقة». في عام 2016، وصف دينيس تاكر، رئيس دار ويتمان للنشر، العملة بأنها «شيء أشبه بـ"سارة البسيطة والصغيرة». وكان الكونجرس قد اشترط، في قانون الترخيص للعملة الفضية ذات الثلاثة سنتات، أن تحمل القطعة تصميمًا مميزًا عن الدولار الذهبي والعملات الفضية الأخرى. كما كتب لونجاكر في رسالته إلى كوروين بتاريخ 2 مارس 1851،
On so small a coin it is impossible that the device can be at once conspicuous and striking unless it is simple—complexity would defeat the object. For the obverse I have therefore chosen a star (one of the heraldic elements of the National crest) bearing on its centre the shield of the Union, surrounded by the legal inscription and date. For the reverse I have devised an ornamental letter C embracing in its centre the Roman numeral III, the whole encircled by the thirteen stars.
قاموا بتغيير التصميم الأصلي الذي وضعه لونجاكر للوجه الخلفي (النوع 1) عندما زادت دقة العملة في عام 1854، لمساعدة الجمهور في التمييز بينهما. بالنسبة للنوع 2 والنوع 3 (الذين يكون ظهرهما متطابقًا، والاختلاف الوحيد بين النوعين هو في الوجه) تمت إضافة غصن زيتون، رمز السلام، فوق النوع الثالث، وحزمة من ثلاثة سهام، رمز الحرب، أسفله. السهام مقيدة بشريط.

## الإنتاج

### النوع الأول (1851–1853)

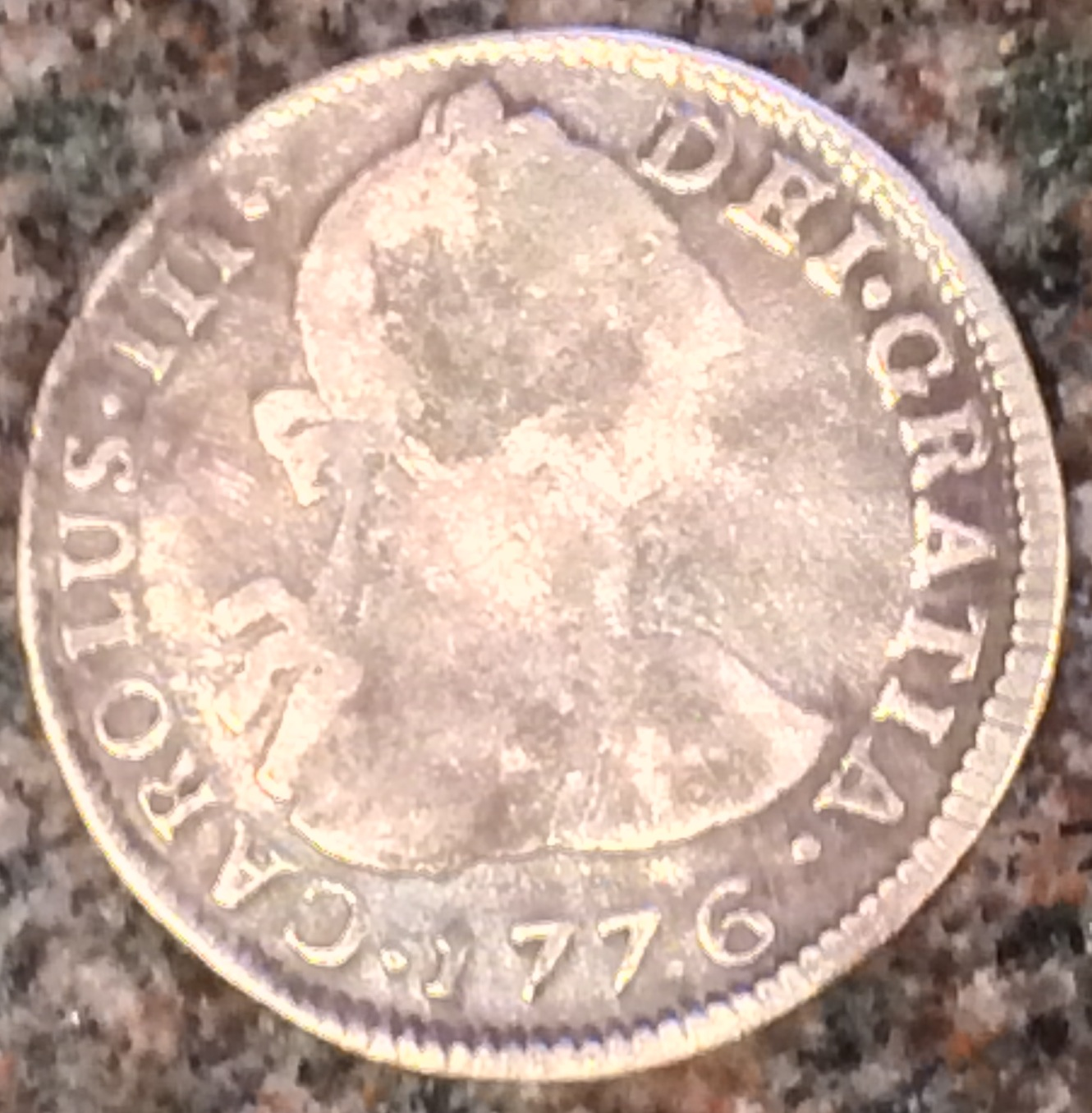
قطعة نقدية إسبانية استعمارية مكونة من ريالين من دار سك النقود في بوتوسي (توجد حاليًا في بوليفيا)

وفقًا للمؤرخ العملاتي والتر برين، «سكت العملات المعدنية الجديدة بقيمة 3 سنتات بكميات كبيرة، ودخلت على الفور إلى التداول، وبقيت هناك».  وعلى الرغم من الصعوبات الميكانيكية في ضرب قطعة صغيرة كهذه،  فقد ضرب ما مجموعه 5,446,400 قطعة في فيلادلفيا في عام 1851، و720,000 قطعة في نيو أورليانز - والتي أثبتت أنها المدينة الوحيدة التي ضربت قطعًا بقيمة ثلاثة سنتات خارج فيلادلفيا. شحنت العملات المعدنية مباشرة إلى مكاتب البريد لاستخدامها مع الطوابع.
كان الحجم الصغير للعملات المعدنية، التي أطلق عليها اسم «حراشف السمك»، غير محبب لأنها كانت تضيع بسهولة. وقد استخدمتها الدار لاسترداد بعض الفضة الإسبانية، لكن الجزء الأكبر من تلك العملات الأجنبية ظل متداولاً. قد يحصل المتسوق الذي يدفع ثمن عملية شراء صغيرة بدولار ذهبي على خمسة عشر قطعة من فئة الثلاثة سنتات والباقي على شكل عملات معدنية مهترئة للغاية وعملات فضية صغيرة أخرى. ذكرت إحدى صحف فيلادلفيا، بسخرية، أن التجار اضطروا إلى إعطاء ملاعق مليئة بقطع نقدية بقيمة ثلاثة سنتات مقابل ورقة نقدية بقيمة خمسة دولارات.
استمرت العملات الفضية في التدفق خارج الولايات المتحدة في عام 1852، وشهدت العملة الفضية فئة الثلاثة سنتات أعلى معدل سك لها، حيث تم سك 18,663,500 عملة، كلها من فيلادلفيا. كانت قيمة هذه القطع أكبر من قيمة جميع العملات الفضية الأخرى التي سكتها دور السك في عام 1852. كانت الحالة الفوضوية للتجارة، في ظل عدم وجود عملة فدرالية متداولة تتراوح قيمتها بين الثلاثة سنتات والدولار الذهبي، مصدر قلق، وقد راسل مسؤولو دار سك العملة وأعضاء الكونجرس في عام 1852 بشأن خفض وزن العملات الفضية مثل نصف العشرة سنتات ونصف الدولار. وأخيرًا استجاب الكونجرس بقوانين أقرها في 21 فبراير/شباط 1853 و3 مارس/آذار 1853. وقد أدى ذلك إلى تقليل وزن جميع العملات الفضية باستثناء الدولار الفضي. انخفض وزن القطعة النقدية ذات الثلاثة سنتات من 0.8 جرام إلى 0.75 جرام، ولكن دقتها زادت إلى 0.900. وعلى الرغم من أن العملات الفضية الأخرى ذات الوزن المخفض حصلت على حدود قانونية لسعر الصرف تبلغ خمسة دولارات، إلا أن قيمة القطعة التي تبلغ ثلاثة سنتات ظلت ثلاثين سنتًا. وقد افترض كاروثرز أن «الكونجرس، الذي أدرك على الأرجح أن القطعة النقدية بقيمة 3 سنتات غير مناسبة في أفضل الأحوال، فضل تركها بقيمة قانونية متضاربة». وبموجب هذه القوانين الصادرة عن الكونجرس، توقف سك العملة الفضية من فئة الثلاثة سنتات من النوع الأول في 31 مارس 1853. وقد خففت هذه التغييرات التي طرأت على العملات الفضية من مشكلة العملات الصغيرة، حيث ظلت العملات المعدنية الخفيفة الجديدة متداولة ولم يتم تخزينها بعد ذلك.

### النوع الثاني (1854–1858)
كان الهدف من التحول إلى 0.900 فضة لعملة الثلاثة سنتات الفضية هو المساعدة في إخراج العملات الإسبانية من التداول. أجرى لونجاكر تغييرات على جانبي العملة الفضية ذات الثلاثة سنتات، حيث نقش خطًا ثلاثيًا حول النجمة على الوجه وأضاف غصن زيتون وحزمة من الأسهم على الوجه الخلفي، وذلك لمساعدة الجمهور في التمييز بين القطع ذات الثلاثة سنتات من النوع الأول والنوع الثاني، حيث اختلفت القيمة المادية للفضة الآن. وقد أجريت هذه التغييرات الموازية على العملات الفضية الأخرى التي تقل قيمتها عن دولار واحد أيضًا. وبما أن الأمر كان أكثر إلحاحًا لإكمال العمل على التعديلات على العملات الفضية مثل نصف الدولار والربع دولار ، فقد ترك لونجاكر إعادة تصميم القطعة النقدية بقيمة ثلاثة سنتات للنهاية، ولم يكمل العمل على العملة حتى أواخر عام 1853. وافق وزير الخزانة الجديد، جيمس جوثري، على التغييرات في 10 نوفمبر من ذلك العام.
سكت كميات صغيرة من العملات المعدنية بدءًا من عام 1854، و وزعوها على ما يبدو في مجموعات مع العملات الفضية الأخرى. ابتداءً من عام 1858، قام مدير دار سك العملة جيمس روس سنودن بإتاحة مجموعات الأدلة للجمهور العام.
حظرت قوانين عام 1853 على دار سك العملة شراء الفضة من الجمهور. وبما أن الدولار الفضي كان ثقيلاً نسبياً مقارنة بقيمته الاسمية، فقد كانوا يقومون بتقديم القليل من الفضة لضربها في تلك القطعة. وبما أن القوانين لم تسمح للجمهور بإيداع الفضة واستلامها مرة أخرى في شكل عملات فضية فرعية (من قطعة الثلاثة سنتات إلى نصف الدولار)، فقد وضع هذا الولايات المتحدة فعليًا على معيار الذهب . وعلى الرغم من هذه القوانين، قام سنودن في عامي 1853 و1854 بشراء كميات كبيرة من سبائك الفضة بسعر ثابت، أعلى من سعر السوق عموماً، ثم سكها على شكل عملة معدنية. إن حقيقة أن العملات المعدنية الثانوية كانت قانونية فقط مقابل خمسة دولارات ولا يمكن استبدالها بالذهب أدت إلى وفرة في العملات الفضية في التجارة. وقد أدى هذا العرض الزائد، الذي استمر حتى عام 1862، إلى انخفاض سك العملات الفضية في منتصف خمسينيات القرن التاسع عشر، بما في ذلك العملة المعدنية بقيمة ثلاثة سنتات. حدث أكبر سك للعملة الفضية من فئة الثلاثة سنتات من النوع 2 في عام 1858، عندما سكت 1,603,700 عملة منها للتداول.

### النوع الثالث (1859–1873)
يفترض برين أن سنودين أمر لونجاكر في عام 1858 بإجراء تغييرات لتحسين جودة الضرب، حيث كانت معظم القطع من النوع 2 تُضرب بشكل ضعيف. وتتضمن التغييرات إزالة أحد الخطوط العريضة حول النجمة، مع كتابة أحرف أصغر حجماً وأكثر تباعداً بشكل متساوٍ. يقترح برين أن الحروف تعرض تأثير المساعد النقاش أنتوني سي باكيت، الذي من المحتمل أن يكون قد ساعد لونجاكر. أثرت هذه التغييرات على الوجه الأمامي فقط، ولم يطرأ أي تغيير على الوجه الخلفي.
جلبت الفوضى الاقتصادية التي أحدثتها الحرب الأهلية إدخال الأوراق النقدية القانونية، والتي كانت مدعومة فقط بائتمان الحكومة، وبحلول منتصف عام 1862، اختفت العملات الذهبية والفضية من التداول في معظم أنحاء البلاد، وحل محلها بدائل مؤقتة مثل العملة الجزئية وطوابع البريد. ظلت عملة التريم متداولة لفترة أطول من العملات الفضية الأخرى، ويبدو أن هذا يرجع إلى الاعتقاد الخاطئ السائد بأنها لا تزال مصنوعة من الفضة المهترئة، ولكن بحلول خريف عام 1862، خزنت أيضًا. وبما أن إصدار عملات معدنية لا يتداولون بها لم يكن له أي جدوى، فقد انخفض سك العملات الفضية فئة الثلاثة سنتات من 343 ألف عملة في عام 1862 إلى 21 ألف عملة في عام 1863، وهو رقم لم يتجاوزه إلا مرة واحدة (22 ألف عملة في عام 1866) خلال بقية السلسلة. في مارس 1863، كتب وزير الخزانة سالمون ب. تشيس في رسالة أن العملة الفضية فئة الثلاثة سنتات اختفت تمامًا من التداول، واقترح إصدارها في الألومنيوم لتجنب الاحتكار.
بدأ الكونجرس مهمة استعادة العملات الفيدرالية للتداول في عام 1864 بقطعة بقيمة سنتين من البرونز، ثم بترخيص قطعة بقيمة ثلاثة سنتات من النحاس والنيكل في العام التالي. في عام 1866، سمحت بقطعة بقيمة خمسة سنتات من السبائك الأخيرة، النيكل، كما أصبح معروفًا. مع استبدال التريم بشكل فعال بقطع معدنية أساسية، فإنه لم يشارك في زيادة سك العملات الفضية التي بدأت في عام 1868.
في عام 1870، أرسل وزير الخزانة جورج بوتويل إلى الكونجرس مشروع قانون ليحل محل قانون دار سك العملة لعام 1837 والتشريعات التي قاموا بتمريرها على مر السنين فيما يتعلق بدار سك العملة والعملات المعدنية. حتى في مشروع القانون، لم ينص على عملة الثلاثة سنتات الفضية، على الرغم من رغبة البعض في الكونجرس في الاحتفاظ بها تحسبًا لاستئناف مدفوعات النقد. بعد مناقشات طويلة في الكونجرس، وقع الرئيس يوليسيس س. جرانت على قانون العملة لعام 1873 في 12 فبراير من ذلك العام. ألغى القانون العملة المعدنية من فئة سنتين، والتريم، ونصف الدايم، والدولار الفضي القياسي (الذي أعيد العمل به لاحقًا في عام 1878). ويرى كاروثرز أن إلغاء العملات الفضية من فئة الثلاثة سنتات والخمسة سنتات «ضروري إذا أردنا استمرار عملات النيكل من فئة الثلاثة سنتات والخمسة سنتات بعد إحياء العملات الفضية». ويرى برين أن قرار إلغاء قطعة الثلاثة سنتات الفضية ونصف الدايم، والتي كان من الممكن أن تنافس بشكل مباشر عملتي النحاس والنيكل، كان بمثابة خدمة للصناعي جوزيف وارتون، الذي أنتجت مناجمه الكثير من خام النيكل المستخدم في عملاته المعدنية. وفقًا لخبير العملات R. يقول دبليو جوليان إن العملة الفضية ذات الثلاثة سنتات «لعبت دورها بشكل جيد في النظام النقدي الأمريكي، ولكن لم تعد هناك حاجة إليها». 

## العواقب
قاموا بالاحتفاظ بكميات كبيرة من الفضة ذات الثلاثة سنتات، بما في ذلك جزء كبير من الإنتاج من عام 1863 وما بعده، في الخزانة وصهرت بعد إلغاء ترخيص العملة. على الرغم من تأكيد التريمي كعملة قانونية بالكامل بموجب قانون العملات لعام 1965، والذي أعلن أن جميع العملات المعدنية والعملات في الولايات المتحدة صالحة لأي مبلغ لسداد الديون العامة والخاصة، حيث أنها اختفت منذ فترة طويلة من التداول. كما أخذت العملة المعدنية النيكلية ذات الثلاثة سنتات نفس الطريق الذي سلكته نظيرتها الفضية، وبعد سنوات من انخفاض أعدادها وانخفاض التداول بها، ألغيت بموجب قانون 26 سبتمبر 1890 إلى جانب الدولار الذهبي والقطعة المعدنية ذات الثلاثة دولارات.

## جمع
وفقًا لكيفن فلين ووينستون زاك في كتابهما عن الفضة ذات الثلاثة سنتات، «إن انخفاض الفائدة [على الثلاثة سنتات] يعني أن هذا هو نوع العملة [الذي] يمكنك أن تجد عليه صفقات رائعة في التسعير، حتى في التواريخ التي تكون فيها الندرة عالية.» وفقًا لدليل آر إس ييومان لعملات الولايات المتحدة، الذي نُشر في عام 2017، فإن العملات التي صنفت على أنها الأعلى هي الإصدارات التجريبية من قبل عام 1858، مع إصدار عام 1854 في المقدمة، والمدرجة بسعر 12٬000 دولار أمريكي. لم يقوموا بإدراج قطعة التريم التي يعود تاريخها إلى عام 1851، والتي لا يُعرف منها سوى قطعة واحدة، والتي بيعت آخر مرة في عام 2012 مقابل 172٬500 دولار أمريكي، والتي كانت تشكل في السابق جزءًا من مجموعة لويس إلياسبيرج.
سكت العملة المعدنية لعام 1873، وهي الإصدار الأخير من السلسلة، بشكل تجريبي فقط، ويُدرج سعرها بين 825 دولار أمريكي و 2٬000 دولار أمريكي. سكت معظم العملات المعدنية الأمريكية في ذلك العام برقم «3 قريب» في التاريخ، وبعد شكوى مفادها أن الرقم 3 يشبه الرقم ثمانية بشكل كبير، سكت العملة برقم «3 مفتوح». الفضة الثلاثة سنتات موجودة فقط كإغلاق 3. من بين العملات المعدنية المضروبة للتداول، فإن أعلى قوائم يومان هي لعملة 1868، بسعر 11٬000 دولار أمريكي في حالة MS-66 شبه نقية.
يسرد يومان جميع القطع النقدية من فئة الثلاثة سنتات قبل عام 1863 بسعر 40 دولار أمريكي في حالة G-4 البالية، باستثناء العملات من عام 1851 إلى عام 1853 في فيلادلفيا (25 دولارًا). جميع القطع النقدية من فئة الثلاثة سنتات من عام 1863 إلى عام 1872 أقل قيمة في حالة النسخة التجريبية منها في حالة MS-63 غير المتداولة. صهر جزء كبير من العملات المعدنية المسكوكة في وقت لاحق بواسطة دار السك بعد انتهاء السلسلة، حيث أنتجت بأعداد قليلة في سنواتها الأخيرة، مما أدى إلى زيادة ندرة العملات المعدنية التي سكت في وقت متأخر.

## النقش والندرة
تظهر علامة السك على الجانب الخلفي، إلى يمين الحرف III، في فتحة الحرف C التي تحيط به.
- فارغة (دار سك النقود فيلادلفيا في فيلادلفيا)
- O (دار سك النقود في نيو أورليانز، 1851 فقط)

## الملاحظات والمراجع
ملحوظات
1. ↑  "Levy" and "fip" were corruptions of their value expressed in early Pennsylvania currency, eleven pence for the levy and five and a half pence for the fip. See Taxay، صفحة 217 n.3.
2. ↑  Congress eventually deprived the Spanish silver coins of legal tender status in 1857 and made them exchangeable for the flying eagle cent.
3. ↑  Sometimes known as a "closed 3"

1. 1 2  Taxay، صفحات 217–218.
2. 1 2  Carothers، صفحات 102–105.
3. ↑  Carothers، صفحات 106–107.
4. 1 2 3  Flynn & Zack، صفحة 7.
5. 1 2  Julian، صفحة 53.
6. ↑  Carothers، صفحات 107–108.
7. ↑  Taxay، صفحات 218–219.
8. ↑  Carothers، صفحة 108.
9. 1 2 3  Breen، صفحة 271.
10. ↑  Taxay، صفحات 219–220.
11. 1 2  Carothers، صفحة 109.
12. ↑  Vermeule، صفحة 191.
13. ↑  Roach، Steve (15 يوليو 2016). "Ugly duckling coins may mark the low points of design, but they have their charm". Coin World. مؤرشف من الأصل في 2016-07-16. اطلع عليه بتاريخ 2016-07-17.
14. ↑  Bureau of the Mint، صفحة 38.
15. ↑  Flynn & Zack، صفحة 155.
16. ↑  Flynn & Zack، صفحات 5, 9.
17. 1 2 3  Flynn & Zack، صفحة 8.
18. ↑  Carothers، صفحات 111–112.
19. ↑  Flynn & Zack، صفحات 8–9.
20. ↑  Carothers، صفحات 122–123.
21. ↑  Carothers، صفحة 123.
22. ↑  Goldstein، صفحة 14.
23. 1 2 3 4  Flynn & Zack، صفحة 9.
24. ↑  Carothers، صفحات 129–136.
25. 1 2  Yeoman، صفحة 130.
26. ↑  Breen، صفحة 273.
27. ↑  Carothers، صفحات 156–158.
28. 1 2  Julian، صفحة 54.
29. 1 2 3 4  Yeoman، صفحات 130–131.
30. 1 2 3  Flynn & Zack، صفحة 10.
31. ↑  Bureau of the Mint، صفحات 48–49.
32. ↑  Carothers، صفحات 226–236.
33. ↑  Breen، صفحة 295.
34. ↑  Breen، صفحة 243.
35. ↑  Goldstein، صفحة 18.
36. ↑  Flynn & Zack، صفحة 5.
37. ↑  Flynn & Zack، صفحة 138.
38. ↑  "1851 3CS (Proof)". PCGS. مؤرشف من الأصل في 2016-03-04. اطلع عليه بتاريخ 2015-03-30.
39. ↑  Flynn & Zack، صفحة 52.
40. ↑  Flynn & Zack، صفحة 17.

- Breen، Walter (1988). Walter Breen's Complete Encyclopedia of U.S. and Colonial Coins. New York, NY: Doubleday. ISBN:978-0-385-14207-6.
- Bureau of the Mint (1904). Laws of the United States Relating to the Coinage. Washington, D.C.: United States Government Printing Office. OCLC:8109299. مؤرشف من الأصل في 2024-12-07.
- Carothers، Neil (1930). Fractional Money: A History of Small Coins and Fractional Paper Currency of the United States. New York, NY: John Wiley & Sons, Inc. (reprinted 1988 by Bowers and Merena Galleries, Inc., Wolfeboro, NH). ISBN:0-943161-12-6.
- Flynn، Kevin & Zack، Winston (2010). The Authoritative Reference on Three Cent Silver Coins. Roswell, GA: Kyle Vick. OCLC:770720399.
- Taxay، Don (1983). The U.S. Mint and Coinage (ط. reprint of 1966). New York, NY: Sanford J. Durst Numismatic Publications. ISBN:978-0-915262-68-7.
- Vermeule، Cornelius (1971). Numismatic Art in America. Cambridge, MA: The Belknap Press of Harvard University Press. ISBN:978-0-674-62840-3.
- Yeoman، R.S. (2017). A Guide Book of United States Coins (The Official Red Book) (ط. 71st). Atlanta, Ga.: Whitman Publishing. ISBN:978-0-7948-4506-3.

المجلات
- Goldstein، Bruce C. (6 يونيو 2011). "The Power of 3s". Coin World. Sidney, OH: Amos Press, Inc.: 4–5, 14–15, 18.
- Julian، R. W. (يوليو 1998). "The Trime of Our Lives". Coins. Iola, WI: Krause Publications: 52–54.